# 杉田定大
杉田 定大（すぎた さだひろ、1955年5月26日 - ）は、日本の経産官僚。ＳＭＢＣ日興証券特別顧問、東京工業大学特任教授。経済産業省中国経済産業局長・経済産業省大臣官房審議官・早稲田大学客員教授・日中経済協会専務理事等を歴任した。

## 人物・経歴
京都生まれ。1980年一橋大学経済学部卒業。荒憲治郎ゼミ出身。
1980年通商産業省入省。経済協力や、自由貿易協定、流通政策などに携わった。通商産業大臣秘書官補佐、外務省在マレーシア日本国大使館参事官等を経て、1997年初代産業政策局新規産業課長。2002年通商政策局アジア大洋州課長兼早稲田大学客員教授。貿易経済協力局総務課長を経て、2005年内閣官房知的財産戦略推進事務局内閣参事官。
2007年中国経済産業局長。2008年経済産業省大臣官房審議官（貿易経済協力局担当）。
2009年退官、日本商品委託者保護基金専務理事。2010年から再び早稲田大学客員教授として、ベンチャー企業経営論などを講じた。2014年東京工業大学ベンチャー未来塾コーディネーター。2015年サムコ社外取締役（2016年任期満了退任）。
2016年東京工業大学特任教授。また同年から日中経済協会専務理事も務め、日中の経済交流にあたった。2021年SMBC日興証券特別顧問、100年経営研究機構顧問、パシフィックコンサルタンツ顧問。2023年イントランス監査役。日中医学交流センター理事、EPSホールディングス顧問なども務めた。

## 著書
- 『日本版PFIガイドブック : Private finance initiative』（光多長温と共編著）日刊工業新聞社 1999年
- 『日本版PPP : 21世紀の行政モデル : 公共サービスの民間開放』（光多長温, 美原融と共編著）東京リーガルマインド 2002年
- 『21世紀の行政モデル日本版PPP(公共サービスの民間開放) : 自治体経営における民間活力の活用法』（光多長温, 美原融と共編著）東京リーガルマインド 2002年
- 『「官製市場」改革』（川本裕子, 黒澤昌子, 白石小百合, 鈴木亘, 長谷川友紀, 深尾光洋, 美原融, 森田朗, 八代尚宏と共著）日本経済新聞社 2005年
- 『FTAを中心とした通商・経済協力政策』関西社会経済研究所 2005年
- 『こどものためのワークショップ : その知財はだれのもの？』（CSKホールディングス, 井上理穂子, 大月ヒロ子, 下村一, 堤康彦, 寺島洋子, 橋本知子, 福井健策, 藤浩志と共著）アム・プロモーション 2007年

## 同期
- 立岡恒良（経済産業事務次官／三菱商事取締役、旭化成取締役、ニトリホールディングス取締役、ニコン取締役）
- 石黒憲彦（経済産業審議官、経済産業政策局長／日本電気(NEC)副社長、日本貿易振興機構(JETRO)理事長）
- 上田隆之（経済産業審議官、資源エネルギー庁長官／国際石油開発帝石(INPEX)代表取締役社長）
- 永塚誠一（商務情報政策局長、近畿経済産業局長／日本自動車工業会副会長・専務理事、三菱ふそうトラック・バス 代表取締役会長）
- 佐藤樹一郎（経済産業研究所副所長、中小企業庁次長、日本貿易振興機構ニューヨーク事務所長／大分県知事）
- 浜田昌良（生物化学産業課長／参議院議員、復興副大臣）
- 眞鍋隆（経済産業研究所長／産業技術総合研究所理事、カケンテストセンター理事長）
- 赤津光一郎（東北経済産業局長／貿易研修センター専務理事、日本機械輸出組合専務理事）
- 長尾尚人（中部経済産業局長／日本政策投資銀行常務執行役員、電子情報技術産業協会代表理事・専務理事）
- 後藤芳一（大臣官房審議官（製造産業局担当）／大阪大学大学院教授、東京大学大学院教授、機械振興協会副会長・技術研究所長）
- 津上俊哉（公正貿易推進室長、在中国日本大使館参事官、北東アジア課長／日本国際問題研究所 客員研究員
- 清川寛（立地環境整備課長、経済産業研究所上席研究員／国際超電導産業技術研究センター専務理事）
- 古賀茂明（産業技術総合研究所理事・業務推進本部長、中小企業基盤整備機構理事／古賀茂明政策ラボ代表、大阪市特別顧問）
- 西山英彦（通商政策局審議官、環境省福島除染推進チーム次長／矢崎ブラジル副社長、大和エナジー・インフラ シニアアドバイザー）